# Springwood, Queensland
Springwood är en del av en befolkad plats i Australien. Den ligger i kommunen Logan och delstaten Queensland, omkring 19 kilometer sydost om delstatshuvudstaden Brisbane. Antalet invånare är 8 952.
Runt Springwood är det mycket tätbefolkat, med 1 018 invånare per kvadratkilometer.. Närmaste större samhälle är Brisbane, omkring 19 kilometer nordväst om Springwood. 
Runt Springwood är det i huvudsak tätbebyggt. Genomsnittlig årsnederbörd är 1 424 millimeter. Den regnigaste månaden är januari, med i genomsnitt 275 mm nederbörd, och den torraste är oktober, med 21 mm nederbörd.